# Le Cid

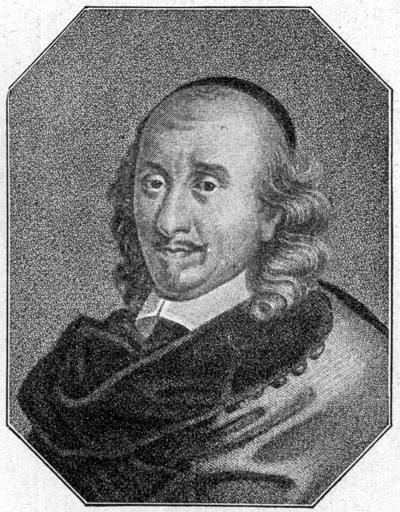
Portret van Pierre Corneille, de toneelschrijver

Le Cid is een Franse tragikomedie, geschreven door Pierre Corneille. Het is geschreven in vijf aktes. Het is voor het eerst opgevoerd in december 1636 in het Théâtre du Marais in Parijs. Het toneelstuk is gebaseerd op Las Mocedades del Cid van Guillén de Castro. Castro's stuk is gebaseerd op de legende van El Cid.
Het stuk was een enorm succes maar was ook het onderwerp van een verhitte polemiek die bekend staat als de Querelle du Cid. De Académie française van kardinaal Richelieu erkende het succes van het stuk, maar stelde vast dat het gebrekkig was, deels omdat het de klassieke eenheden niet respecteerde.

## Personnages
- Don Rodrigue (Le Cid) – Chimène's minnaar, zoon van Don Diègue.
Nadat hij met succes tegen de Moren heeft gevochten, noemen de vijanden hem 'Le Cid', wat is afgeleid van het Arabische woord voor heer, Sayyid.
- Chimène – Dochter van Don Gomès.
Ze heeft een romance met Don Rodrigue, maar ze raken vervreemd als hij haar vader in een duel vermoordt.
- Don Gomès, de graaf van Gormas – vader van Chimène, generaal van Castilië
- Don Diègue – Vader van Don Rodrigue
- Doña Urraque, L'Infante - dochter van de koning, verliefd op Don Rodrigue
- Don Fernand – Koning van Castilië (historisch gezien, van 1035-1065)
- Don Sanche – Verliefd op Chimène, vecht tegen Don Rodrigue
- Elvire – De gouvernante van Chimène
- Leonor – Gouvernante van Doña Urraque .
- Don Arias en Don Alonse – Mannen van Castilië